# هيدروكسيد الليثيوم
 هيدروكسيد الليثيوم مركب كيميائي له الصيغة LiOH،  ويكون على شكل بلورات بيضاء.

## التحضير
يحضر هيدروكسيد الليثيوم من تفاعل كربونات الليثيوم مع هيدروكسيد الكالسيوم  حسب المعادلة:
{\displaystyle \mathrm {Li_{2}CO_{3}\ +\ Ca(OH)_{2}\ \longrightarrow \ 2\ LiOH\ +\ CaCO_{3}} }
كما يمكن أن يحضر من تفاعل حلمهة أكسيد الليثيوم.
{\displaystyle \mathrm {Li_{2}O\ +\ H_{2}O\ \longrightarrow \ 2\ LiOH} }

## الخواص
- إن مركب هيدروكسيد الليثيوم قليل الانحلال في الماء، فقط حوالي 7 غ لكل 100 مل ماء.
- يعد هيدروكسيد الليثيوم من القواعد الكيميائية القوية، ويتفاعل مع الأحماض المختلفة ليشكل الأملاح المختلفة.
- لمركب هيدروكسيد الليثيوم مقدرة على الارتباط مع غاز ثنائي أكسيد الكربون، حيث أن كل 1 غ من هيدروكسيد الليثيوم اللا مائي يرتبط مع 450 مل من الغاز.[5]

## الاستخدامات
- يستخدم من أجل تحضير صابون الليثيوم المستخدم في تشحيم السيارات ووسائل نقل مختلفة.
- يستعمل من أجل تنقية الهواء لمقدرته على امتصاص غاز ثنائي أكسيد الكربون، خاصة في مجال الغواصات وسفن الفضاء.
- يضاف إلى الإسمنت من أجل منع تفاعل السليكا القلوي.
- يستخدم ككهرل في بطارية نيكل-حديد.[4]
- يستخدم هيدروكسيد الليثيوم في مفاعلات الماء المضغوط من أجل تعديل حمض البوريك ولضبط قيمة الأس الهيدروجيني حوالي 7.2 [6]